# سینث‌سایزر موگ

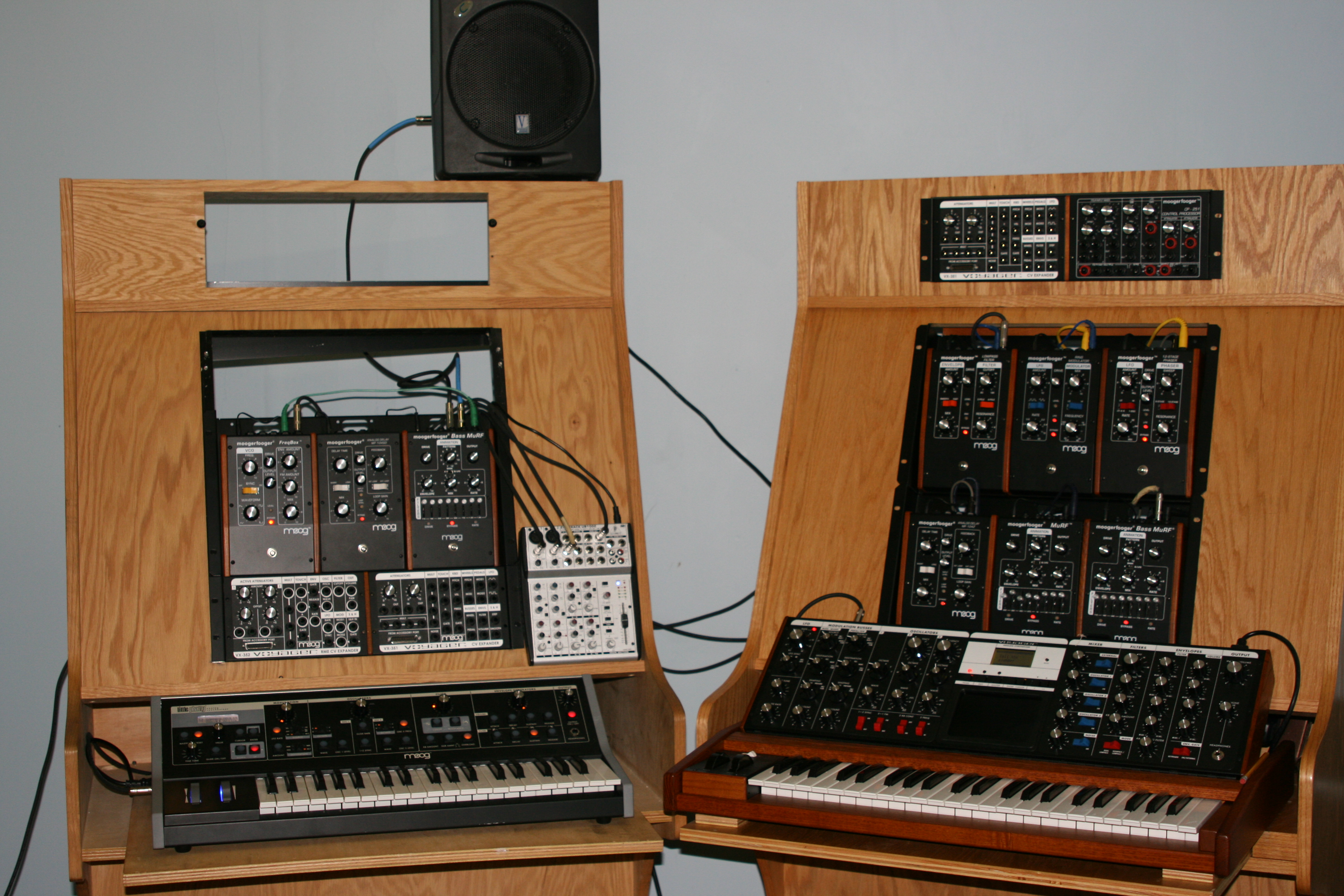
سینث‌سایزرهای موگ در سال ۲۰۰۷

سینث‌سایزر موگ (انگلیسی: Moog synthesizer) به انواع سینث‌سایزرهای آنالوگ که توسط رابرت موگ یا کمپانی موگ میوزیک ساخته شده گفته می‌شود. همچنین به عنوان یک اصطلاح عام برای اشاره به سینث‌سایزرهای آنالوگ قدیمی به کار می‌رود.
این سینث‌سایزر پس از به‌کارگیری در جشنواره پاپ مونتری در سال ۱۹۶۷ مورد توجه قرار گرفت اما اوج موفقیت تجاری‌اش با آلبوم باخ روزآمد وندی کارلوس در سال ۱۹۶۸ رقم خورد. محبوبیت این آلبوم که از پرفروش‌ترین آلبوم‌های موسیقی کلاسیک آن دوران بود به استفادهٔ روزافزون از این سینث‌سایزر در آثار دههٔ ۱۹۶۰ تا میانه‌های دههٔ ۱۹۷۰ منتهی شد.